# کوه هویو
کوه هویو (به لاتین: Mount Hoyo) یک کوه در جمهوری دموکراتیک کنگو است که در eastern Democratic Republic of the Congo واقع شده‌است. کوه هویو ۱٬۴۵۰ متر بالاتر از سطح دریا واقع شده‌است.